# Національний музей Китаю
Національний музей Китаю (кит. трад. 中國 國家 博物館, спр. 中国 国家 博物馆, піньїнь: Zhōngguó guójiā bówùguǎn, акад. Чжунго гоцзя боугуань) — найбільший музей країни (70 000 м²) і найвідвідуваніший музей у світі.  Розташований в східній частині  площі Тяньаньмень в Пекіні, знаходиться у відомстві  міністерства культури КНР і має на меті збереження та популяризацію китайського мистецтва та історії.
Національний музей Китаю займав друге місце в ТОП-20 за чисельністю відвідувань у допандемічному 2019 році за даними Theme Index and Museum Index 2022 (після Лувра, який займав перше місце в рейтингу). Національний музей Китаю у 2019 році мав майже 7,4 млн. відвідувачів. Пандемія Covid-19 сильно вплинула на відвідування – у 2020 році кількість відвідувачів становила 1,6 млн. осіб, у 2021 році – 2,4 млн. Однак, у 2022 році чисельність відвідувачів зменшилась до 1,6 млн.

## Історія
Музей об'єднує в собі два інших музеї, які вже розташовувалися в будівлі установи до об'єднання в 2003. Це були Музей Китайської революції в північному крилі будівлі і Національний музей китайської історії в південному крилі. Обидва почали функціонувати в 1959, коли до десятирічного ювілею утворення КНР  для них побудовано окрему будівлю. Воно має 313 метрів в довжину, 149 метрів в ширину і 40 метрів у висоту (4 поверхи),  фасад прикрашений 11 колонами.

## Колекція

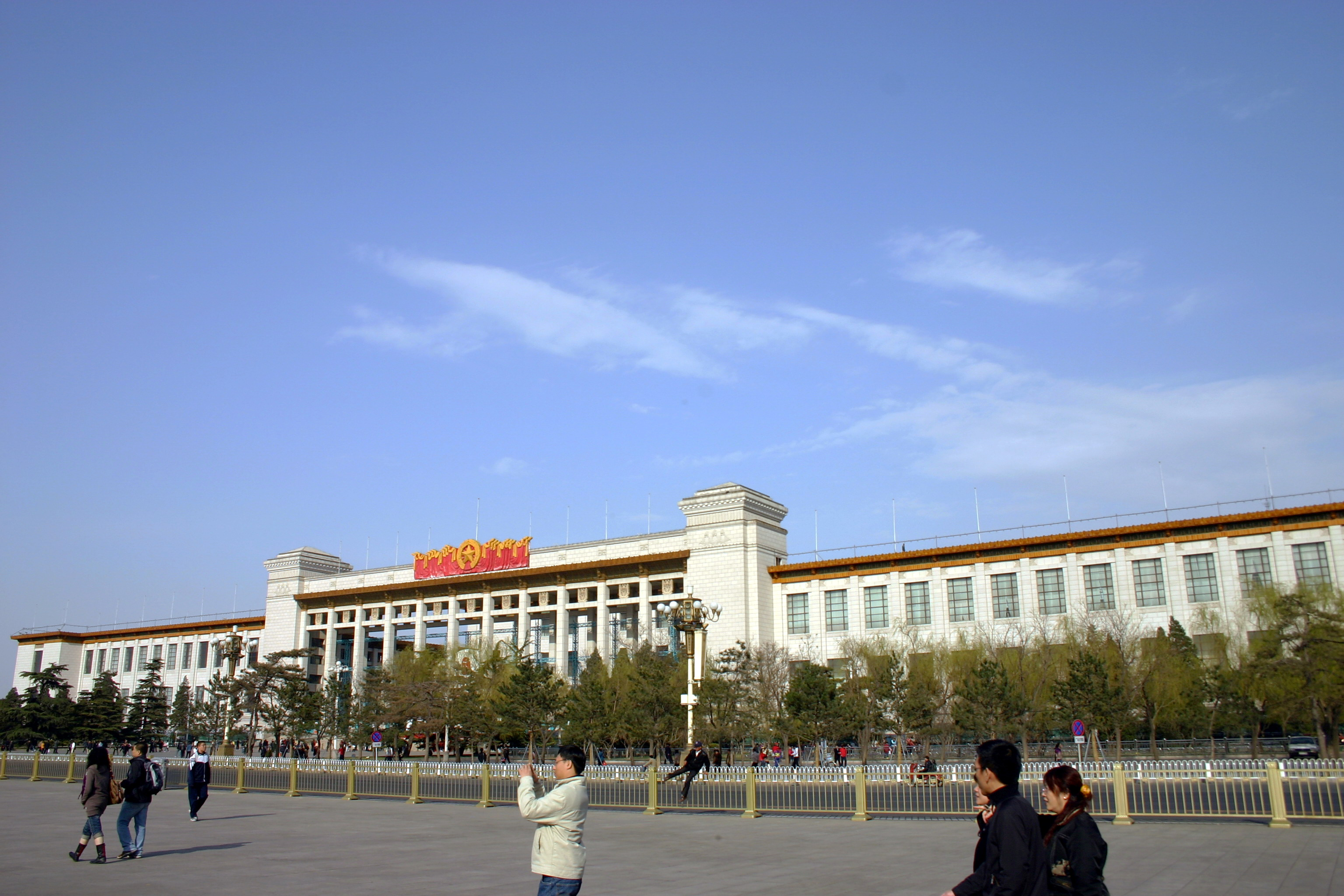
Будівля музею

У музеї зберігається понад 620 000 цінних експонатів , що охоплюють історію держави за більш ніж 5000-річний період. Окремі експонати мають відношення до доісторичних часів, наприклад, Юаньмоуська людина віком 1,7 мільйона років.
Серед найважливіших експонатів музею варто відзначити наступні: жертовний триніжок Дін віком 3000 років (династія Шан) і вагою 833 кг, який є найбільшим в світі бронзовим виробом античності; квадратний бронзовий посуд для вина, прикрашений зображеннями чотирьох овечих голів (династія Шан); позолочений бронзовий ярлик в формі тигра (династія Цинь); нефритовий похоронний костюм із золотою тасьмою віком 2000 років (династія Хань); велика колекція триколірних санкай (династія Тан) і керамічних виробів (династія Сун). 

## Інше застосування
Через своє розташування в центрі Пекіна фасадна сторона музею нерідко використовується для установки годин, які відлічують час до настання тієї чи іншої події національної важливості. Перше подібне застосування пов'язане з передачею суверенітету над Гонконгом в 1997. Друге - з передачею суверенітету над Макао в 1999. Втретє проводився відлік до відкриття Олімпійських ігор 2008. Останнє таке застосування пов'язане з проведенням міжнародної виставки Expo 2010.

## Галерея

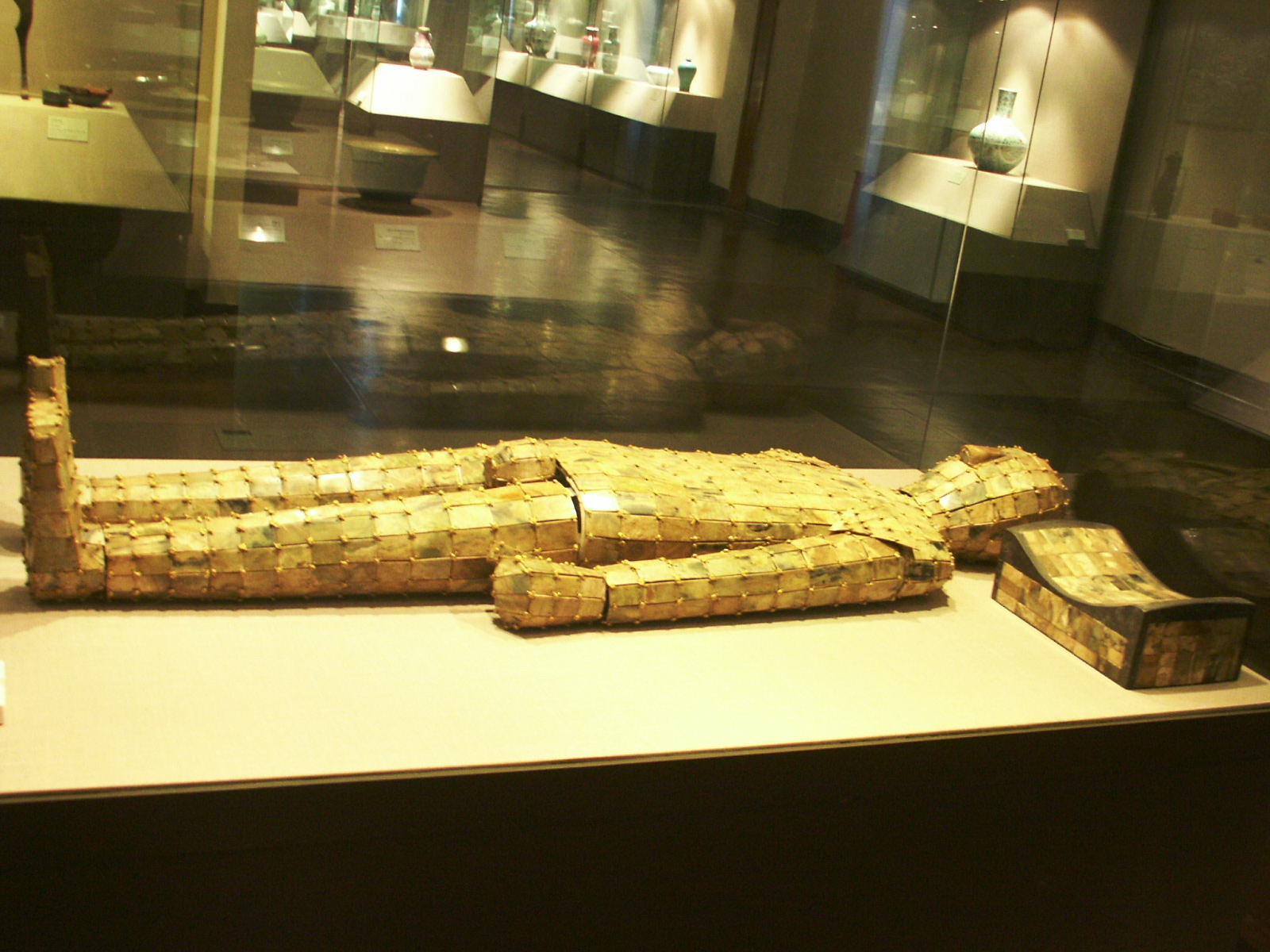
Нефритовий принц (династія  Хань)
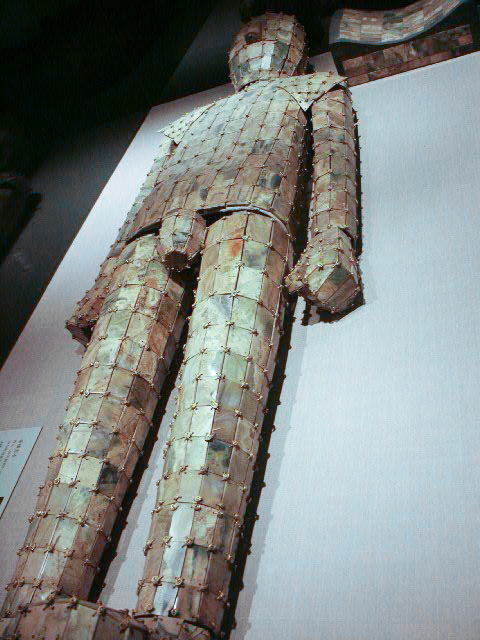
A Han Dynasty jade burial suit laced with gold thread at the National Museum of China
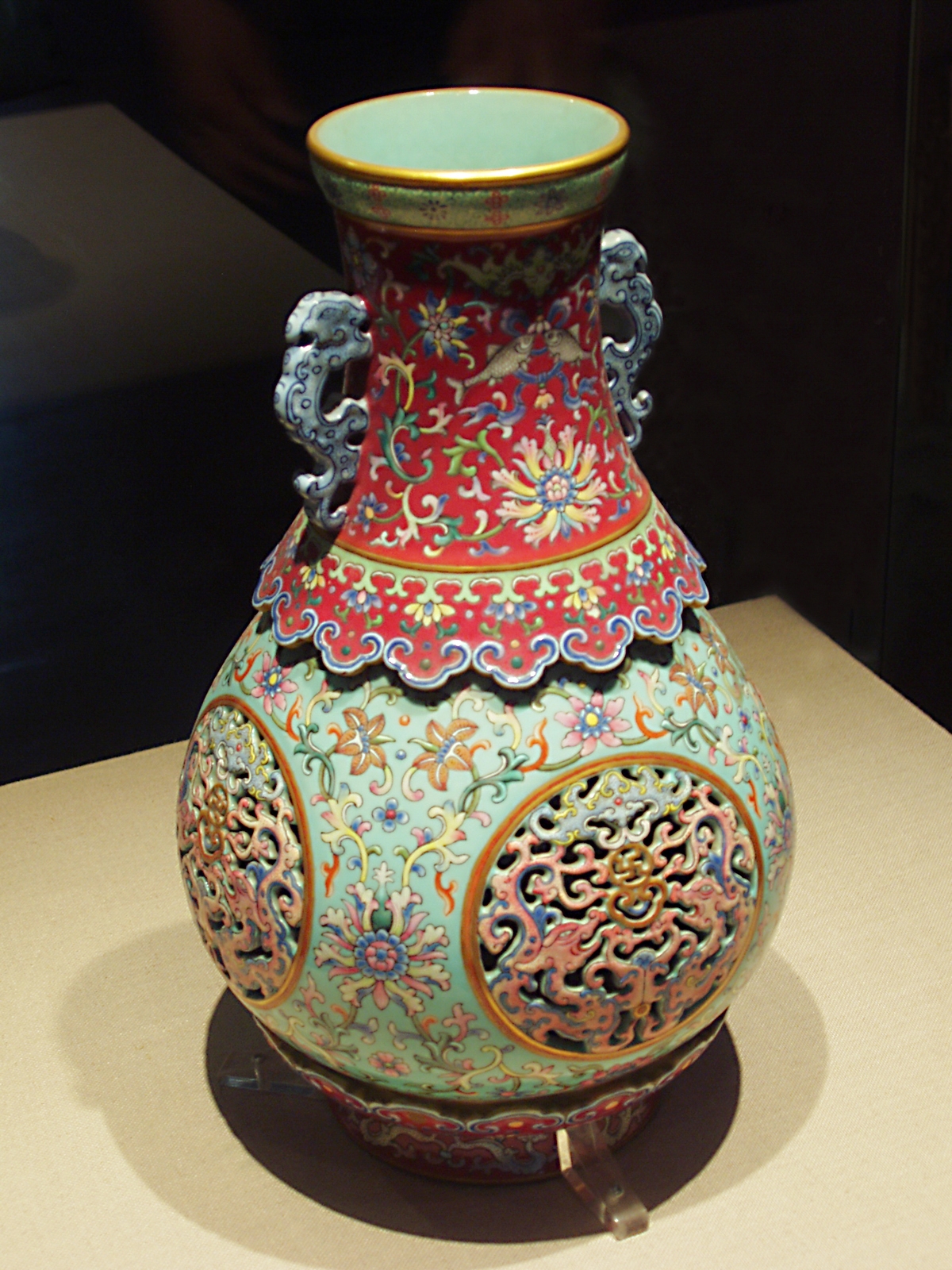
A pastel pierced porcelain vase, from the Qianlong era of the Qing Dynasty
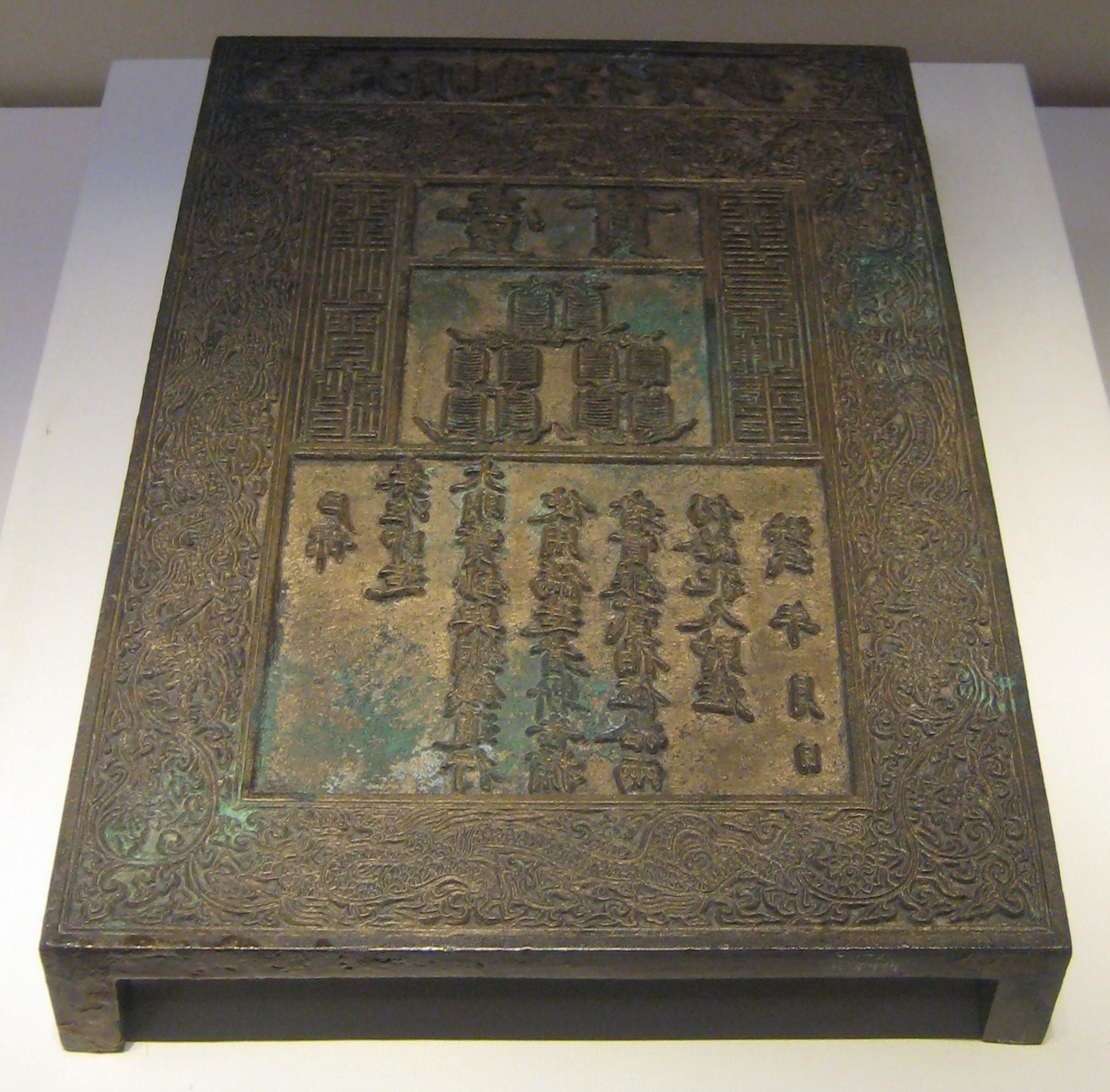
Copperplate for printing the Great Ming one string banknote
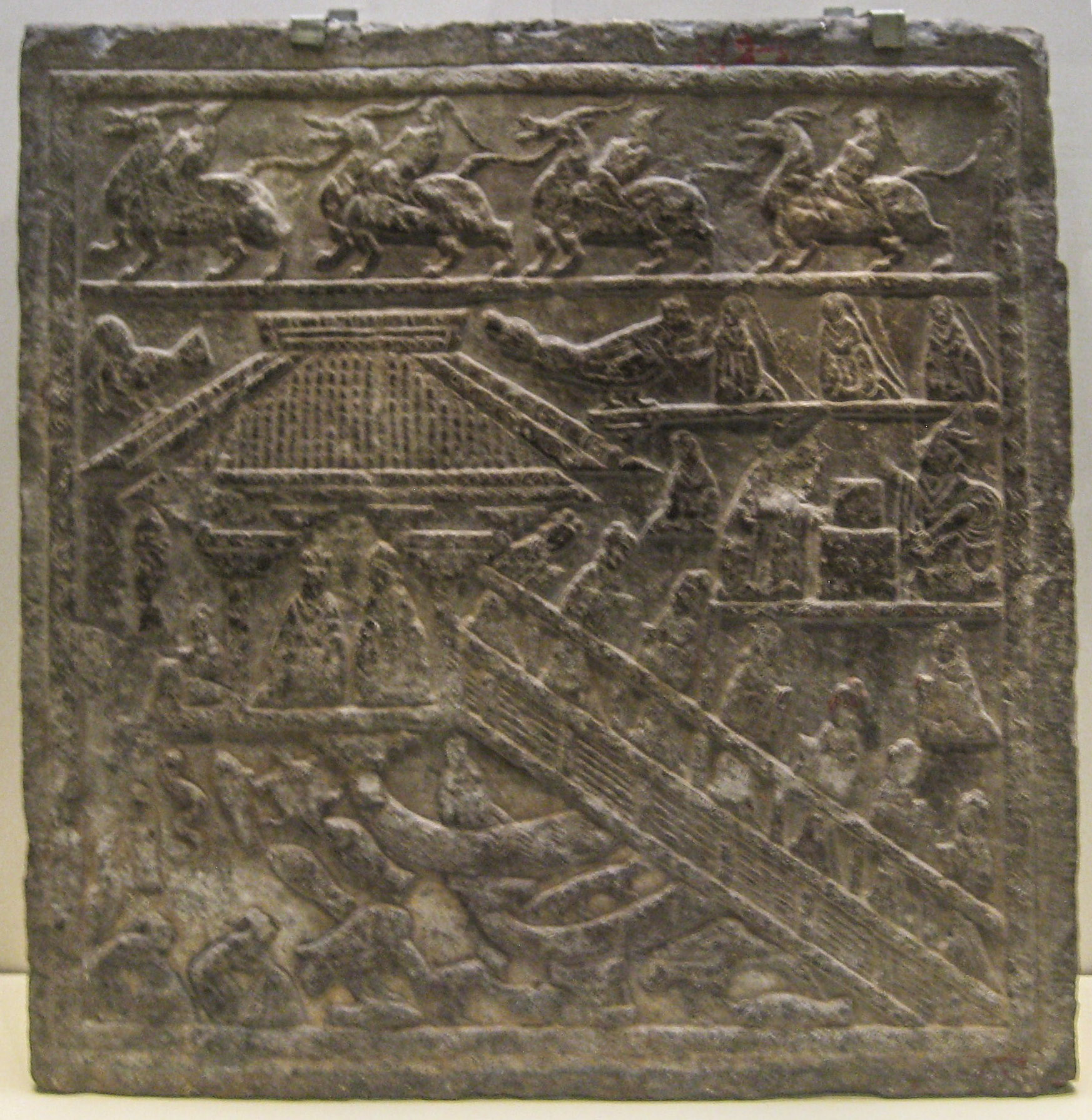
Stone carving from the Eastern Han Dynasty, with depiction of a waterside pavilion overlooking a lake full of fish, turtles, and waterfowl
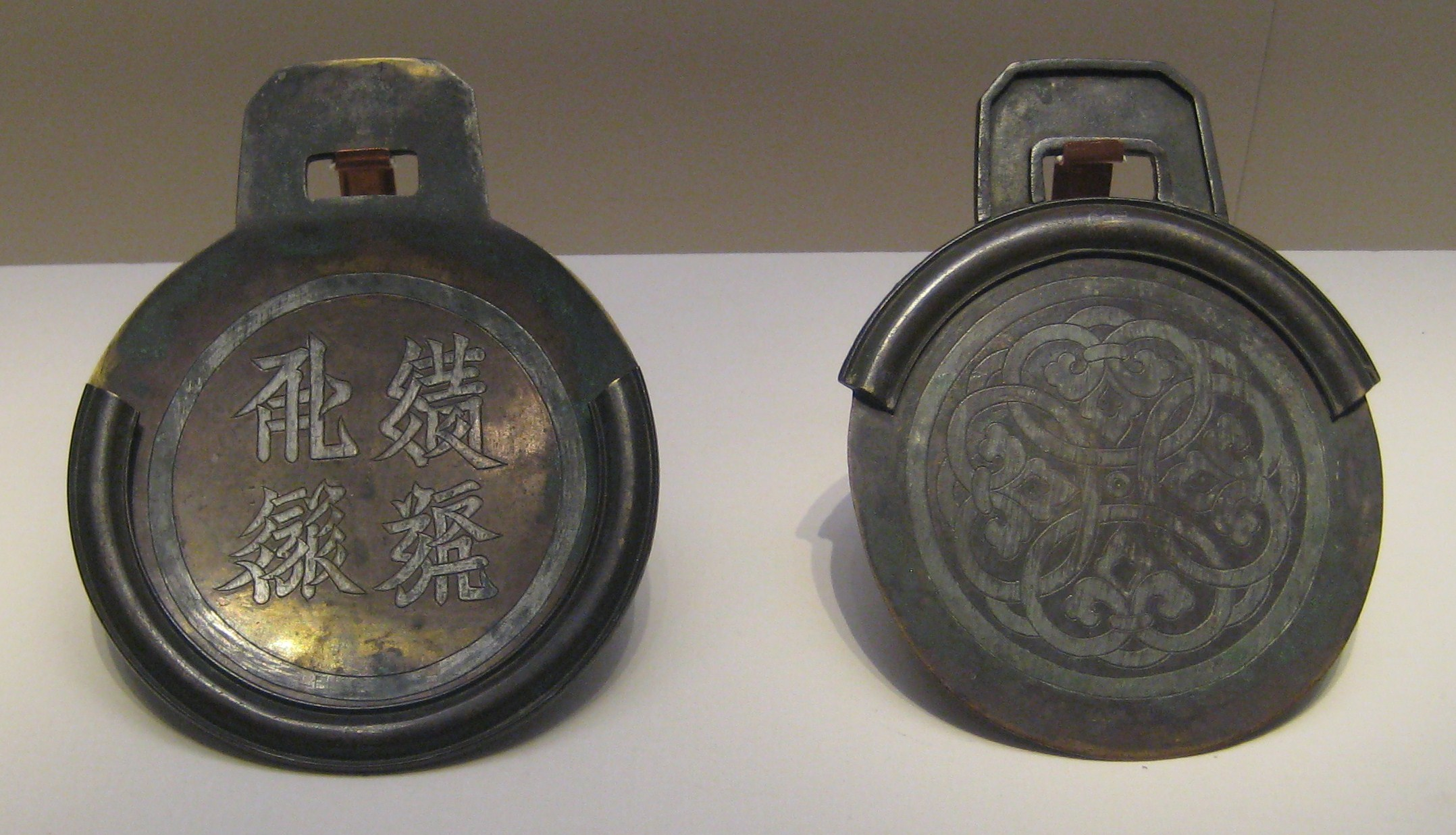
Bronze two-part pass (paizi) with a four character Tangut inscription inlaid in silver, from the Western Xia
A bronze vessel in the shape of a bat, from the tomb of Lady Fu Hao, from Shang Dynasty, 13th century BC
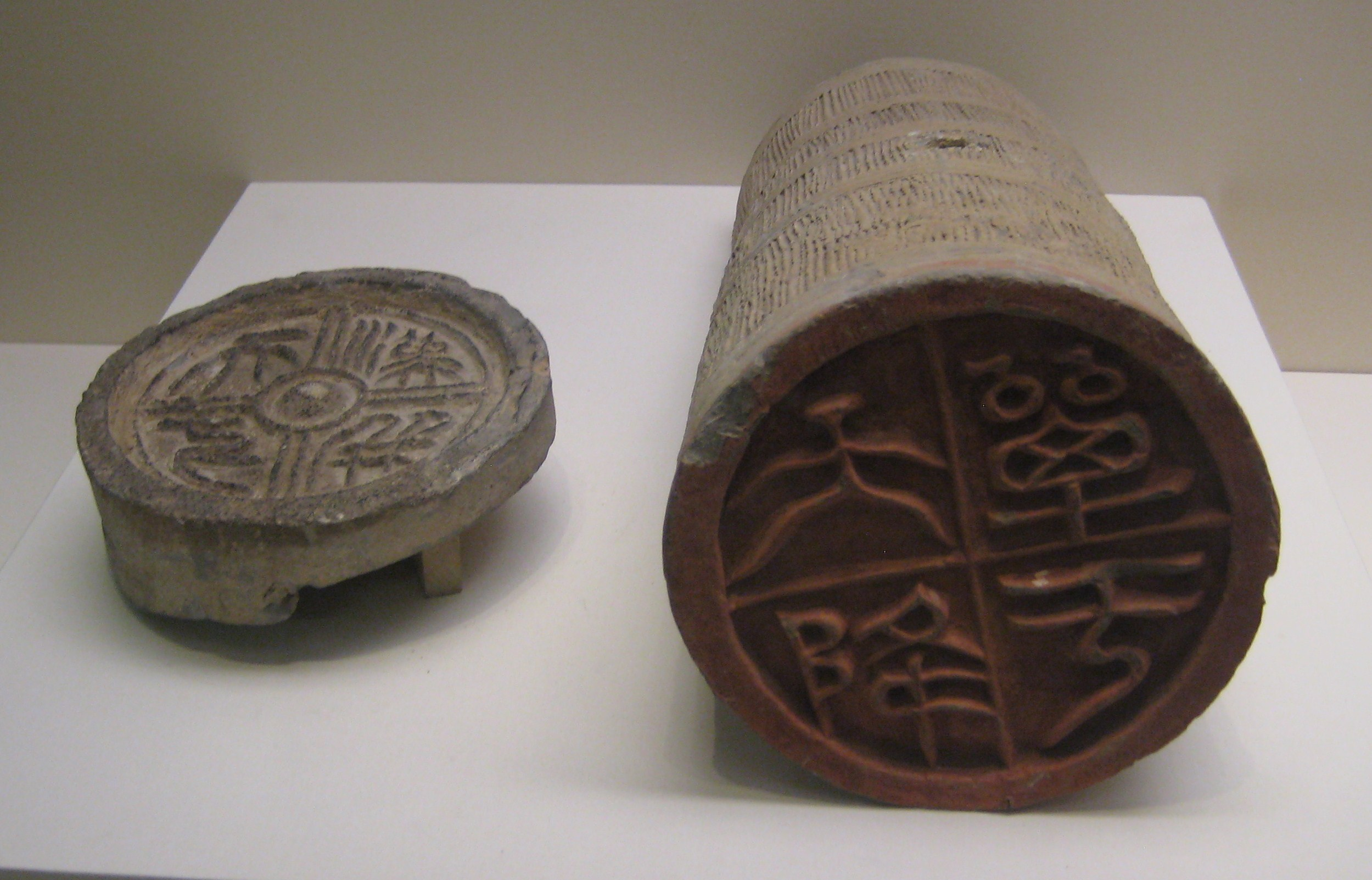
Pottery roof tile ends from the Western Han Dynasty
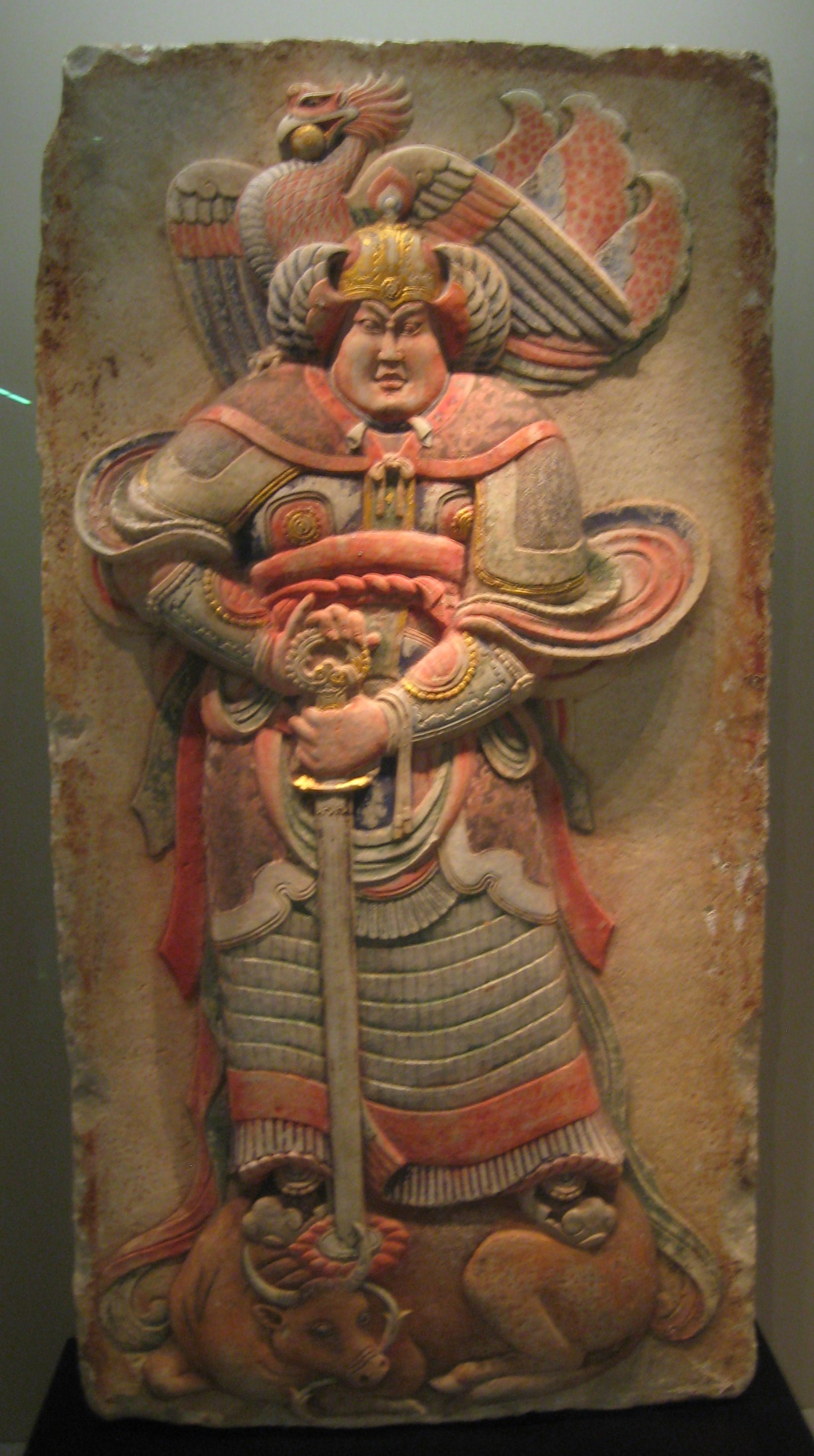
Painted stone relief depicting a warrior from the Later Liang Dynasty
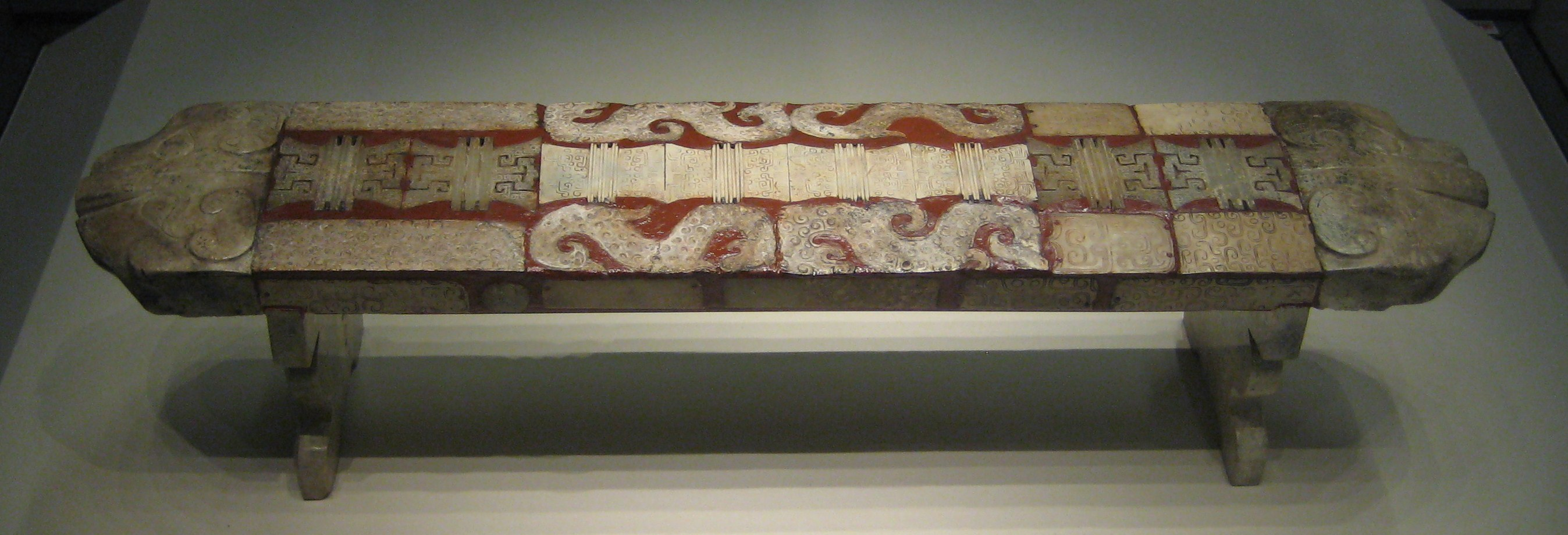
A Western Han Dynasty jade pillow from the tomb of the Prince of Chu in Shizishan, Xuzhou, Jiangsu province
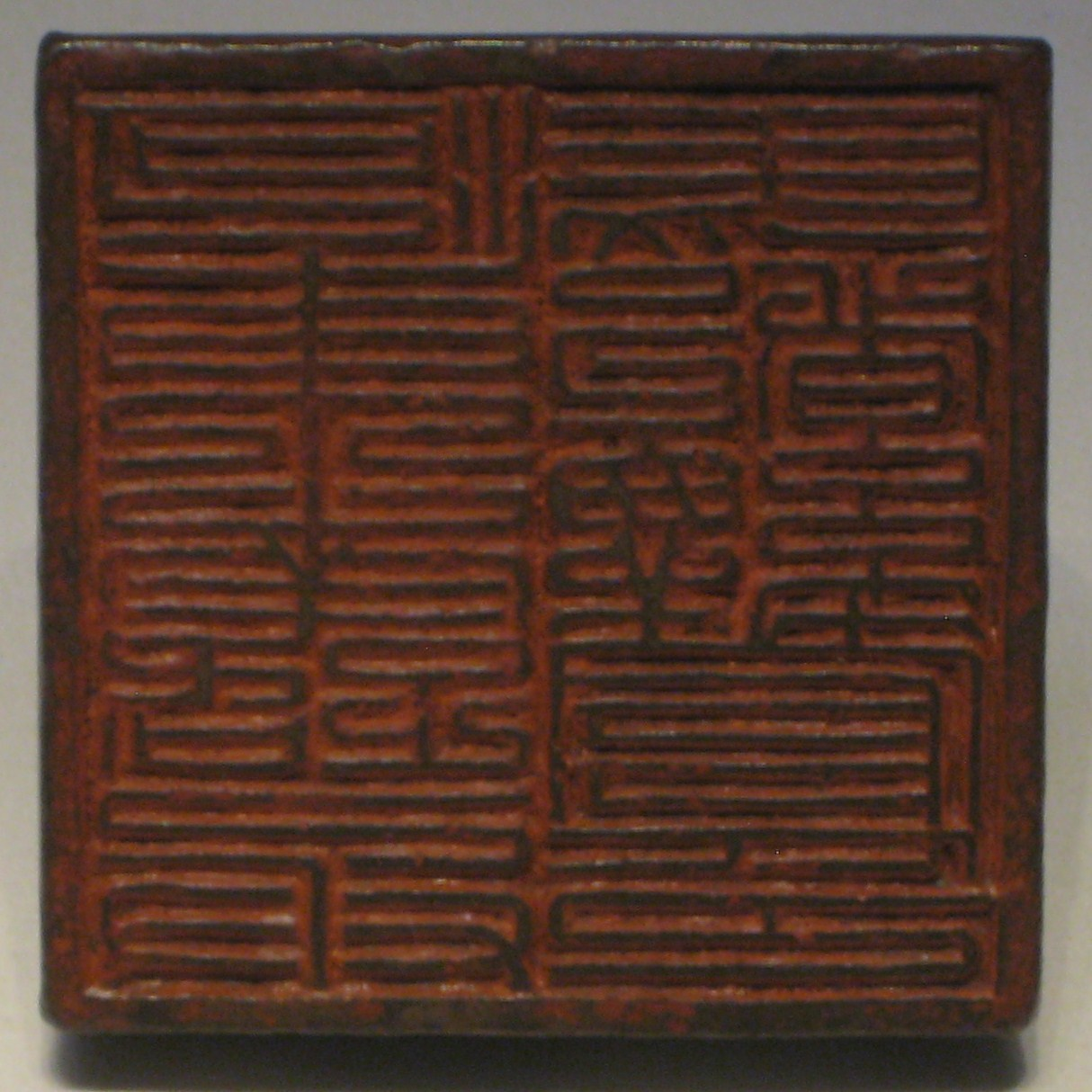
A bronze seal dated to the 12th year of the Dading era (1172) of the Jin Dynasty
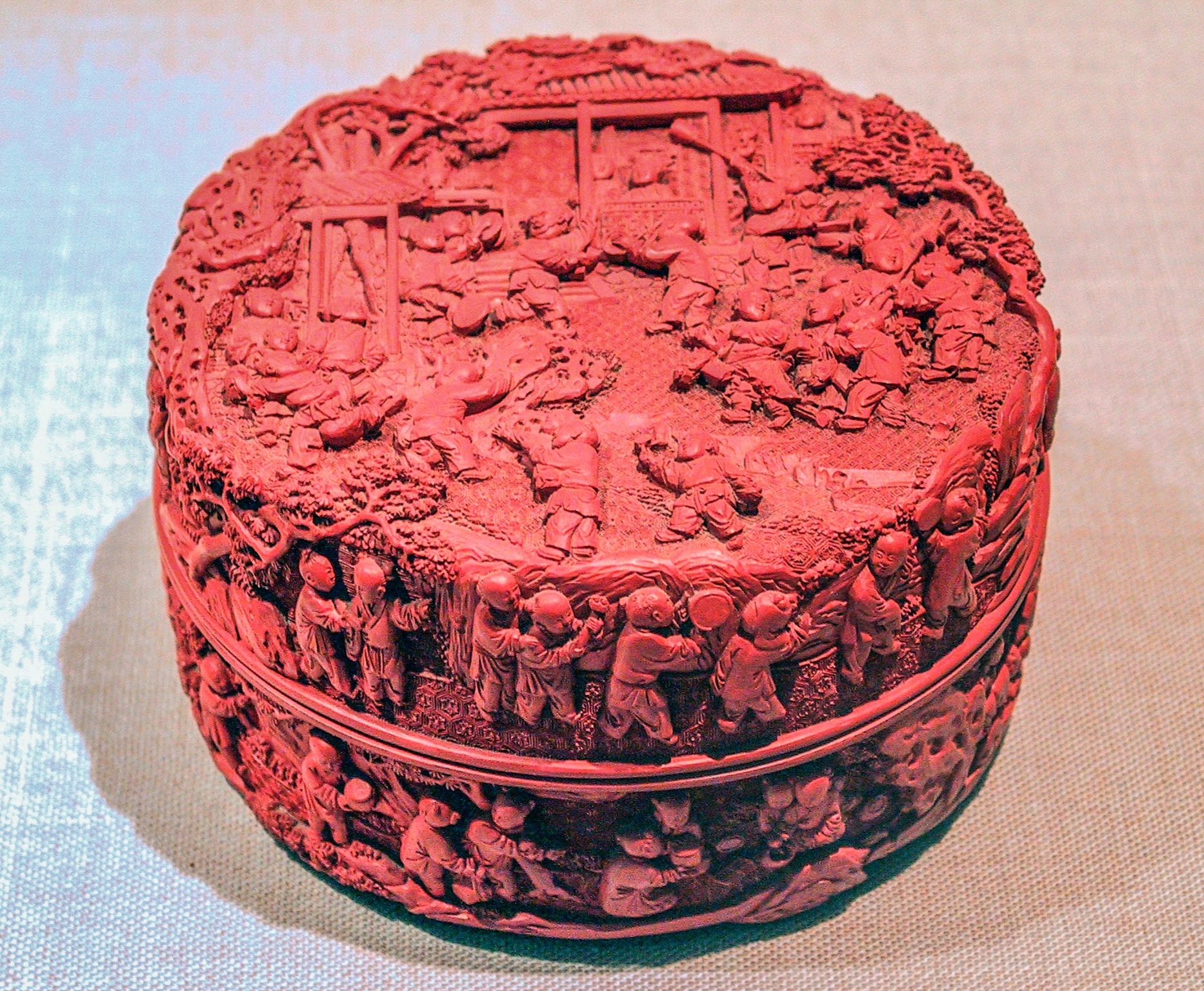
Red lacquer box from the Qing Dynasty
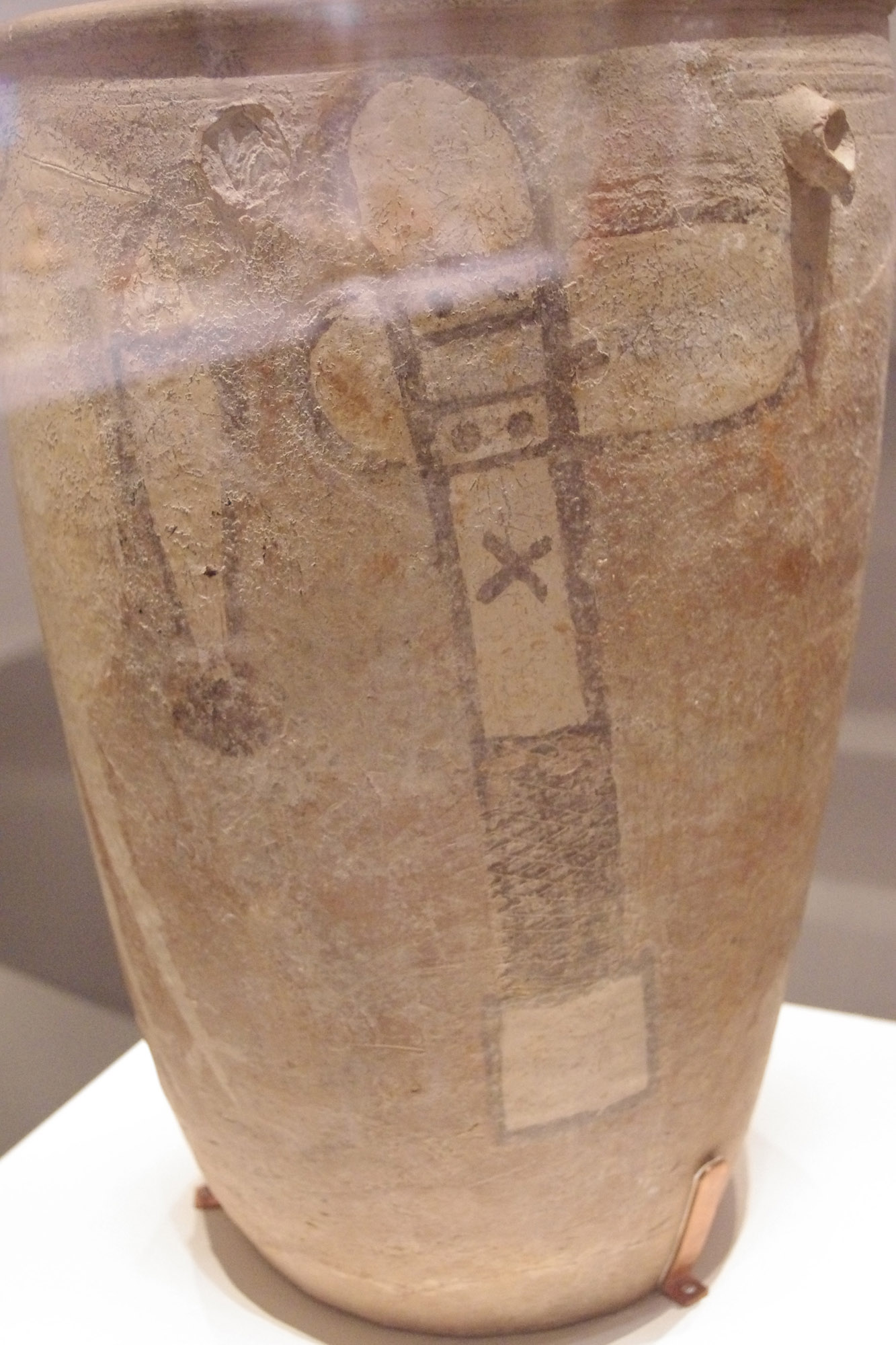
Painted pottery of neolithic Yangshao culture, with depiction of a stork catching a fish and a stone axe on the side
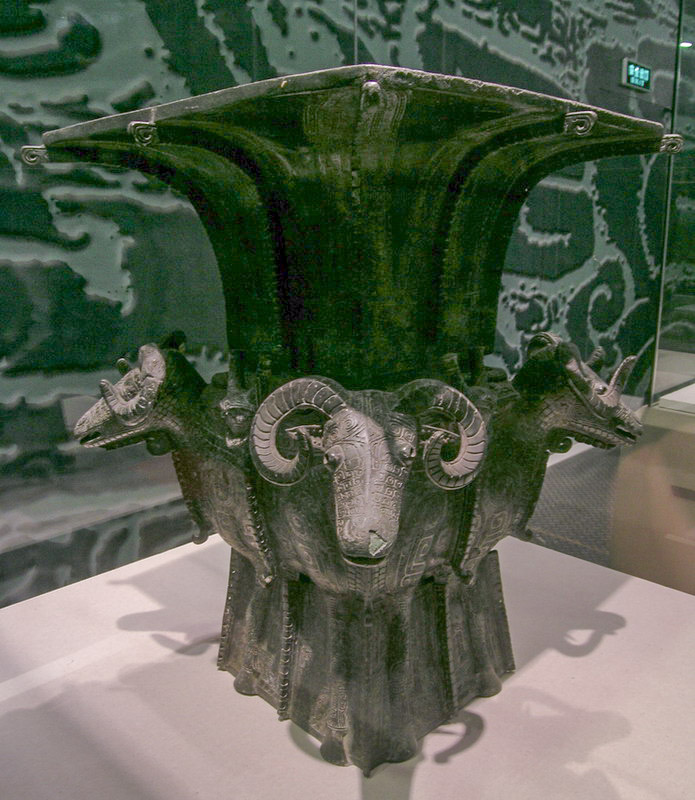
Square zun with four sheep from late period of the Shang Dynasty
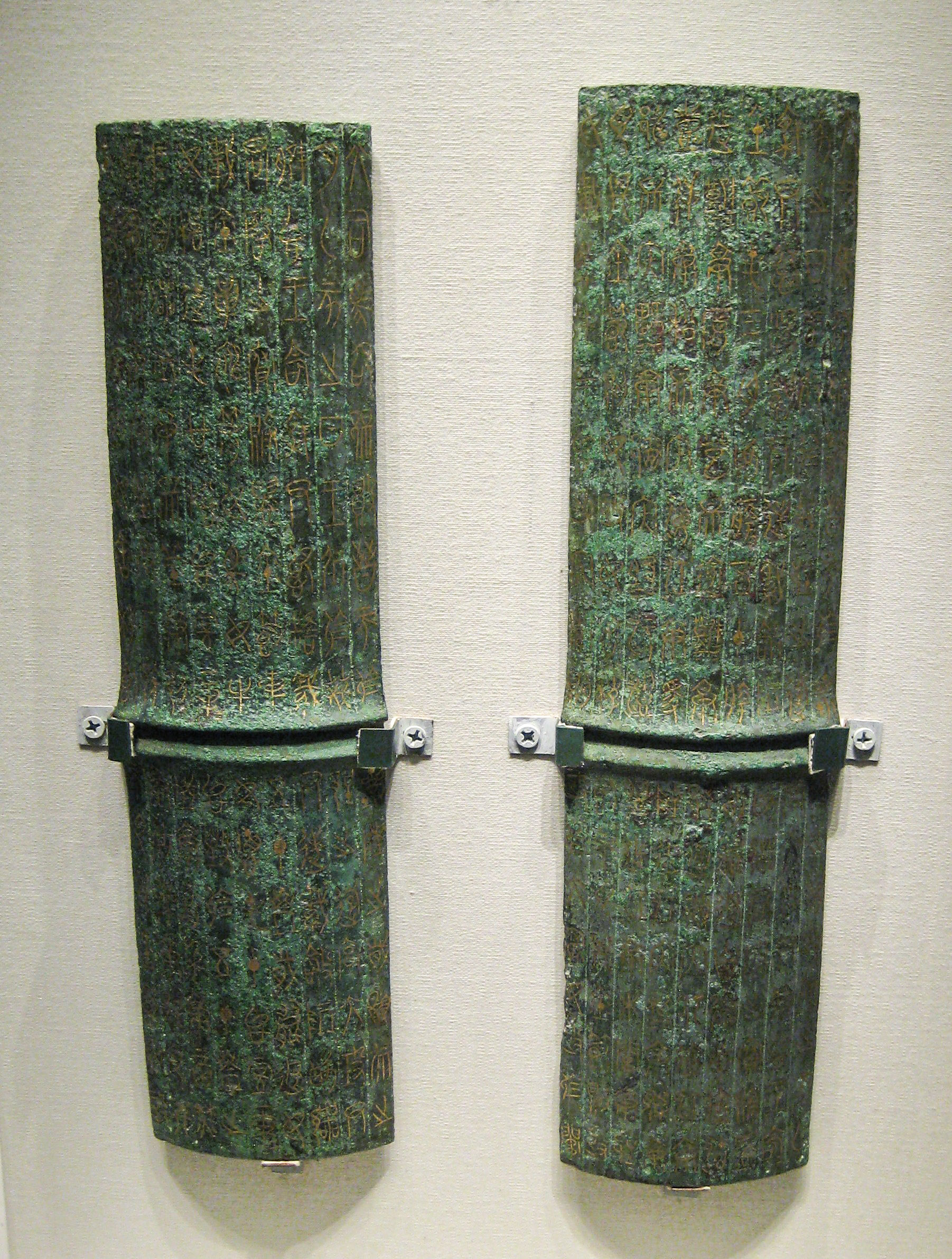
Bronze tallies with inscriptions inlaid in gold from the Warring States period, Chu State
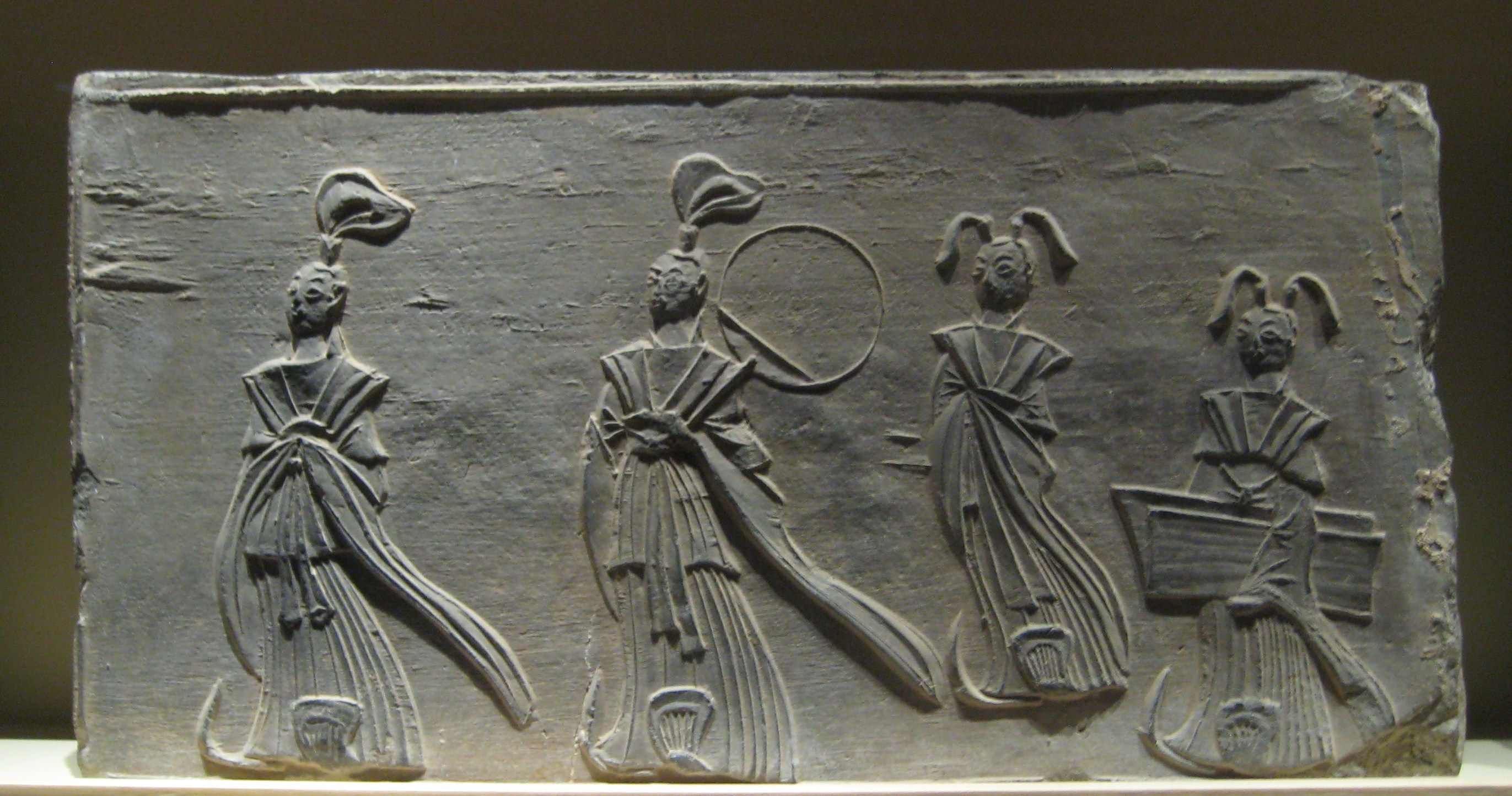
Brick relief depicting two scholars and two maids, from the Southern Dynasties
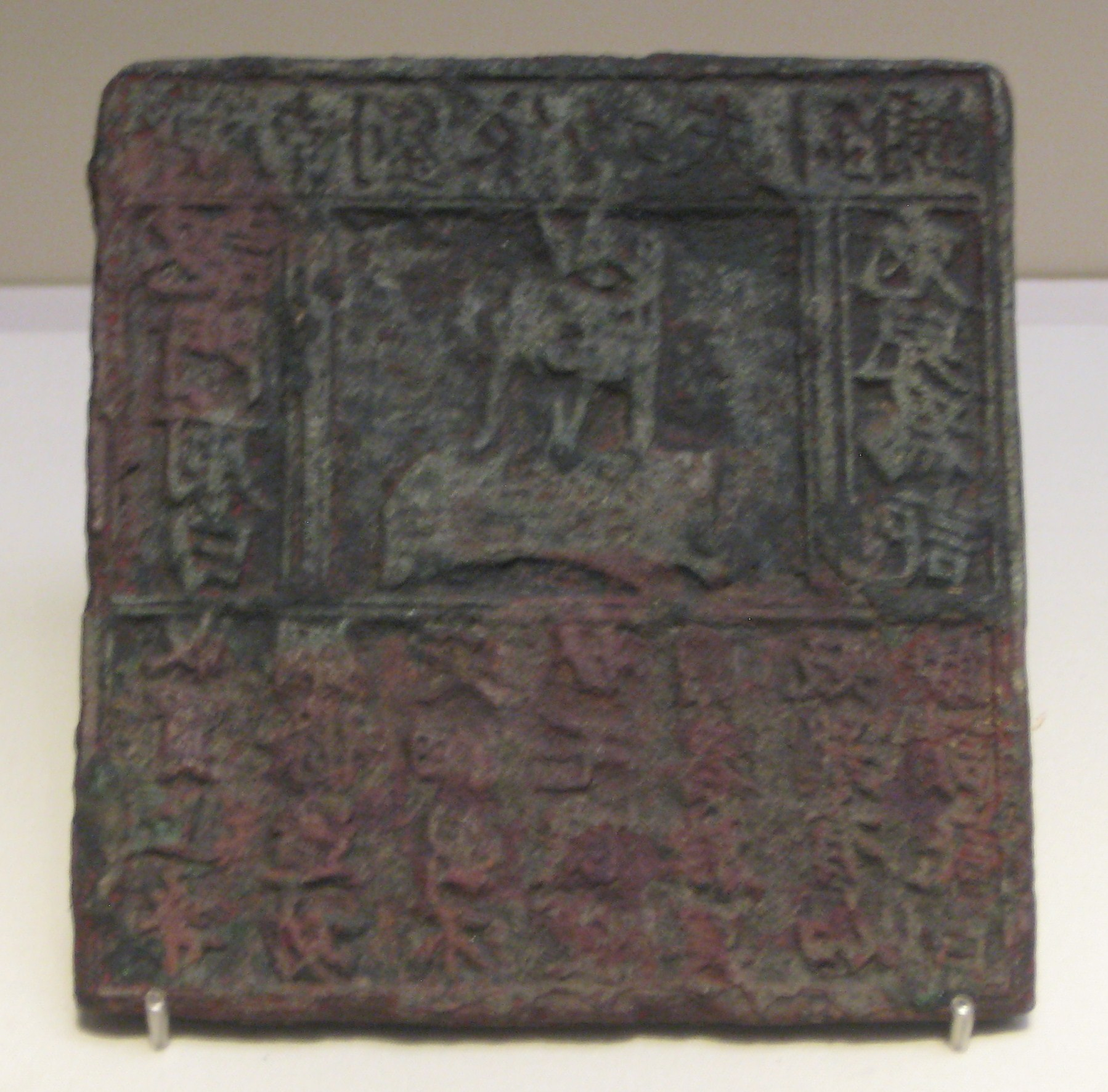
Bronze plate for printing an advertisement for the Liu family needle shop at Jinan, Song Dynasty. The earliest extant example of a commercial advertisement
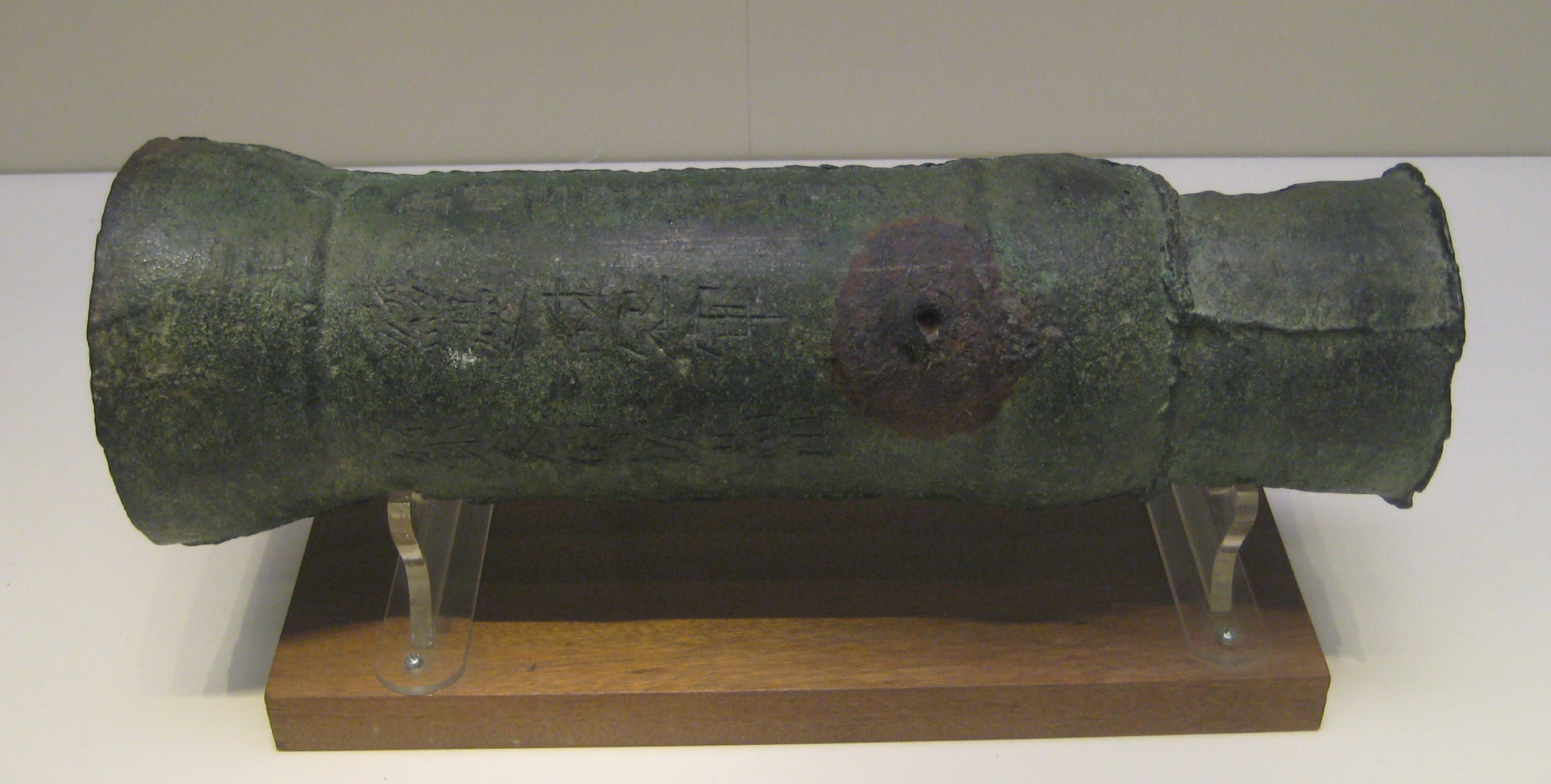
Bronze cannon with inscription dated the 3rd year of the Zhiyuan Era (1332), Yuan Dynasty
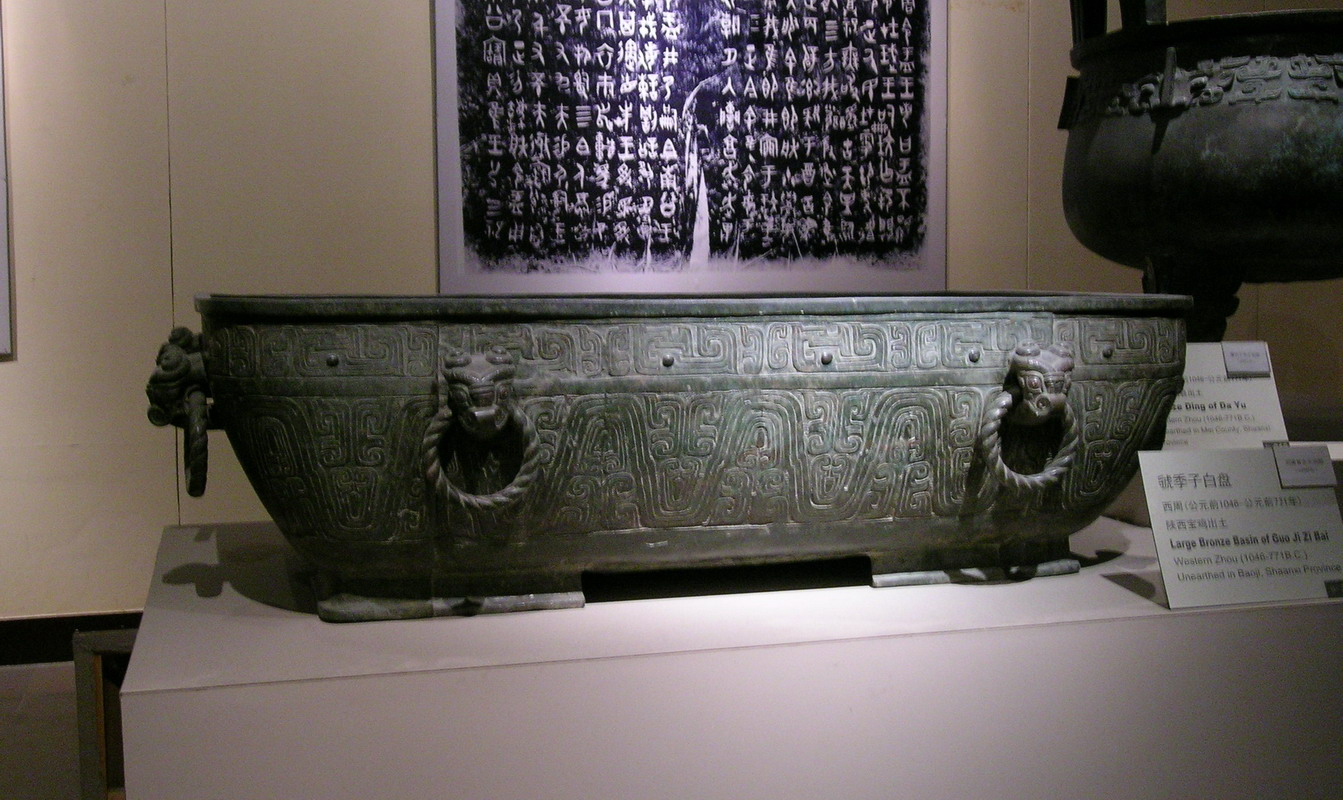
Large bronze basin of Guo Ji Zi Bai, from Western Zhou
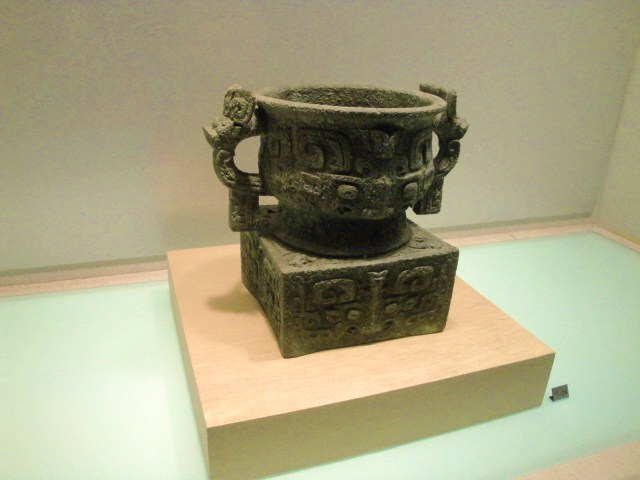
Li gui, the earliest Zhou dynasty bronze vessel to be discovered, and the only epigraphic evidence of the day of the Zhou conquest of Shang
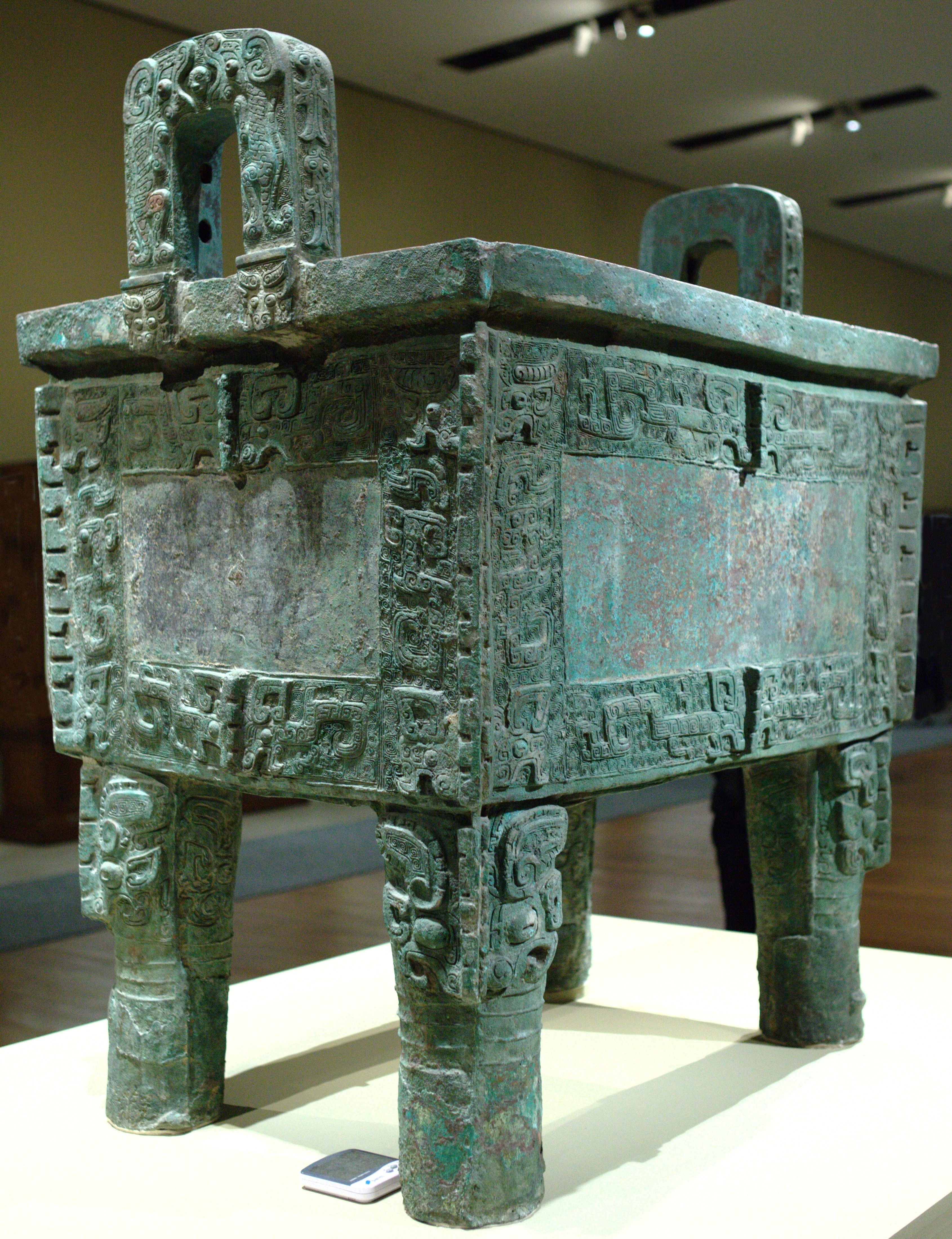
Simuwu Ding, the largest piece of bronze work found in the world so far. It was made in the late Shang Dynasty at Anyang
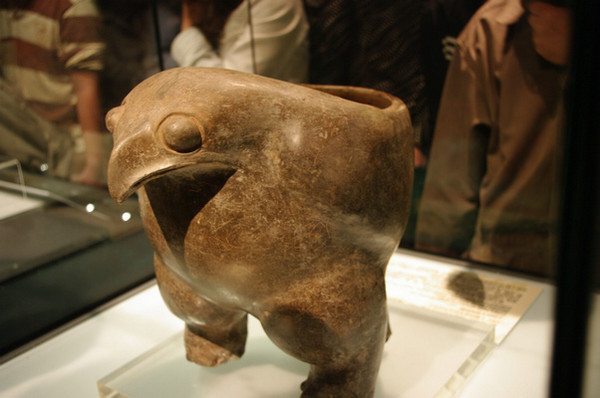
Eagle-shaped pottery of neolithic Yangshao culture
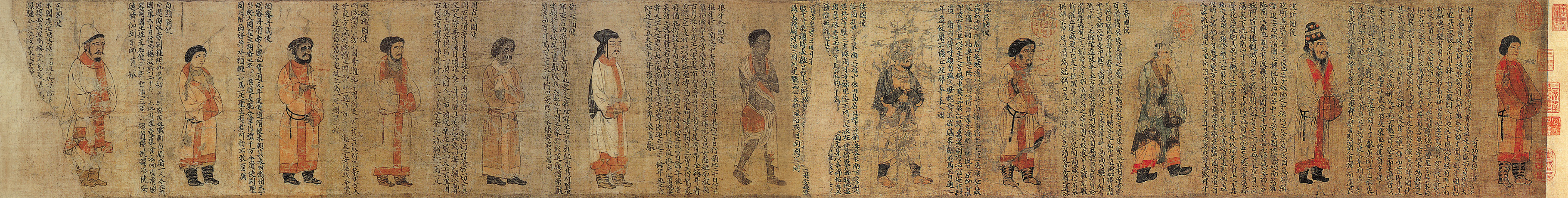
A Song Dynasty copy of the Portraits of Periodical Offering of Liang, dated to the 6th century, depicting ambassadors from various tributary states

## Див. Також
- Заборонене місто